# Торомба сулавеська
Торо́мба сулавеська (Mulleripicus fulvus) — вид дятлоподібних птахів родини дятлових (Picidae). Ендемік Індонезії.

## Опис

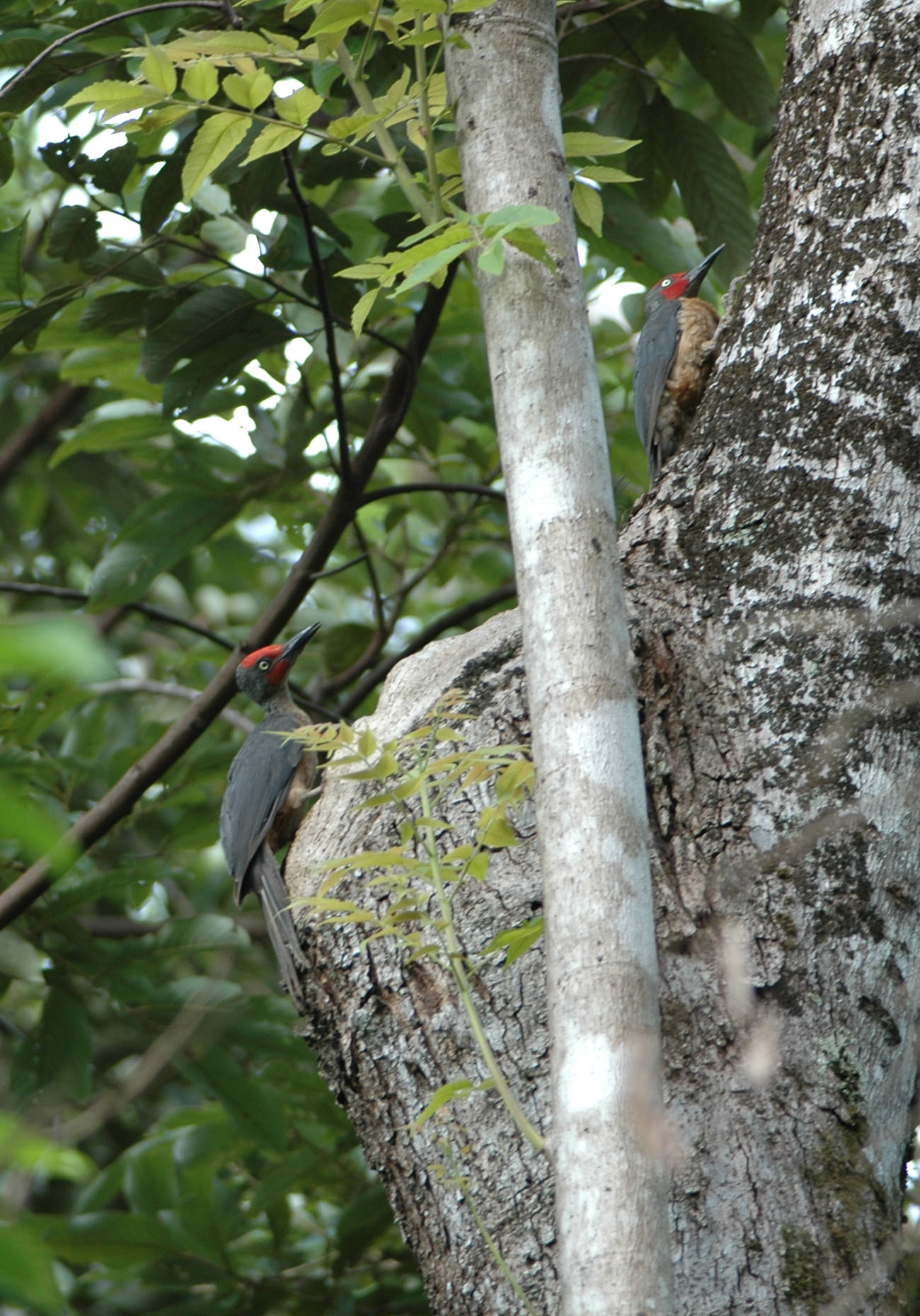
Два самця сулавеської торомби (заповідник Тангкоко (заповідник). північний схід Сулавесі)

Довжина птаха становить 40 см. Голова невелика, шия довга і тонка, хвіст довгий, жорсткий, дещо вигнутий вперед на кінці.
У самців номінативного підвиду голова і верхня частина тіла, темно-сірі або чорнуваті, верхні покривні пера крил і хвоста дещо світліші. ЛоБ. передня частина тімені і передня частина обличчя темно-червоні, під дзьобом темно-червоні "вуса. Потилиця і шия темно-сірі, поцятковані дрібними білуватими плямками, підборіддя, горло і верхня частина грудей світло-сірувато-охристі. Решта нижньої частини тіла охристо-коричнева, груди більш сірі, боки охристі. Нижня сторона крил блідо-коричнювато-сіра або темно-сірі, нижні покривні пера хвоста блідо-коричневі або сірі з охристим відтінком. Райдужни блідо-жовті, навколо очей сірі кільуця. Дзьоб довгий, біля основи вузький, чорний, ніздрі оперені. Лапи зеленувато-сірі.
У самиць червоні плями на голові відсутні, тім'я у них поцятковане дрібними світлими плямками. Представники підвиду M. f. wallacei мають довші крила і хвіст, ніж представники номінативного підвиду, дзьоб у них коротший, оперення загалом світліше, однак хвіст більш чорний. Червоні плями на голові у самців більш яскраві, поширюються на тім'я, верхню частину потилиці і голову з боків.

## Підвиди
Виділяють два підвиди:
- M. f. fulvus (Quoy & Gaimard, 1832) — північ Сулавесі, острови Лембех[en], Тоґіан[en], Мантераву[sv] і Банґґаї[en];
- M. f. wallacei Tweeddale, 1877 — центр і південь Сулавесі, острови Муна, Бутон.

## Поширення і екологія
Сулавеські торомби мешкають на Сулавесі та на сусідніх островах. Вони живуть в густих вологих рівнинних і гірських тропічних лісах. Зустрічаються парами або сімейними зграйками до 5 птахів, на висоті до 2200 м над рівнем моря. Живляться термітами, гусінню та іншими безхребетними, яких шукають в гнилій деревині. Сезон розмноження триває з березня по серпень. Птахи гніздяться в дуплах мертвих дерев. В кладці 2-3 яйця.